# Łobez
Łobez [uobez] (německy Labes) je město v severním Polsku v Západopomořanském vojvodství, sídlo stejnojmenného okresu. Leží na řece Rega. Městská práva získalo v roce 1275. V roce 2024 zde žilo 9 486 obyvatel.

## Starostové

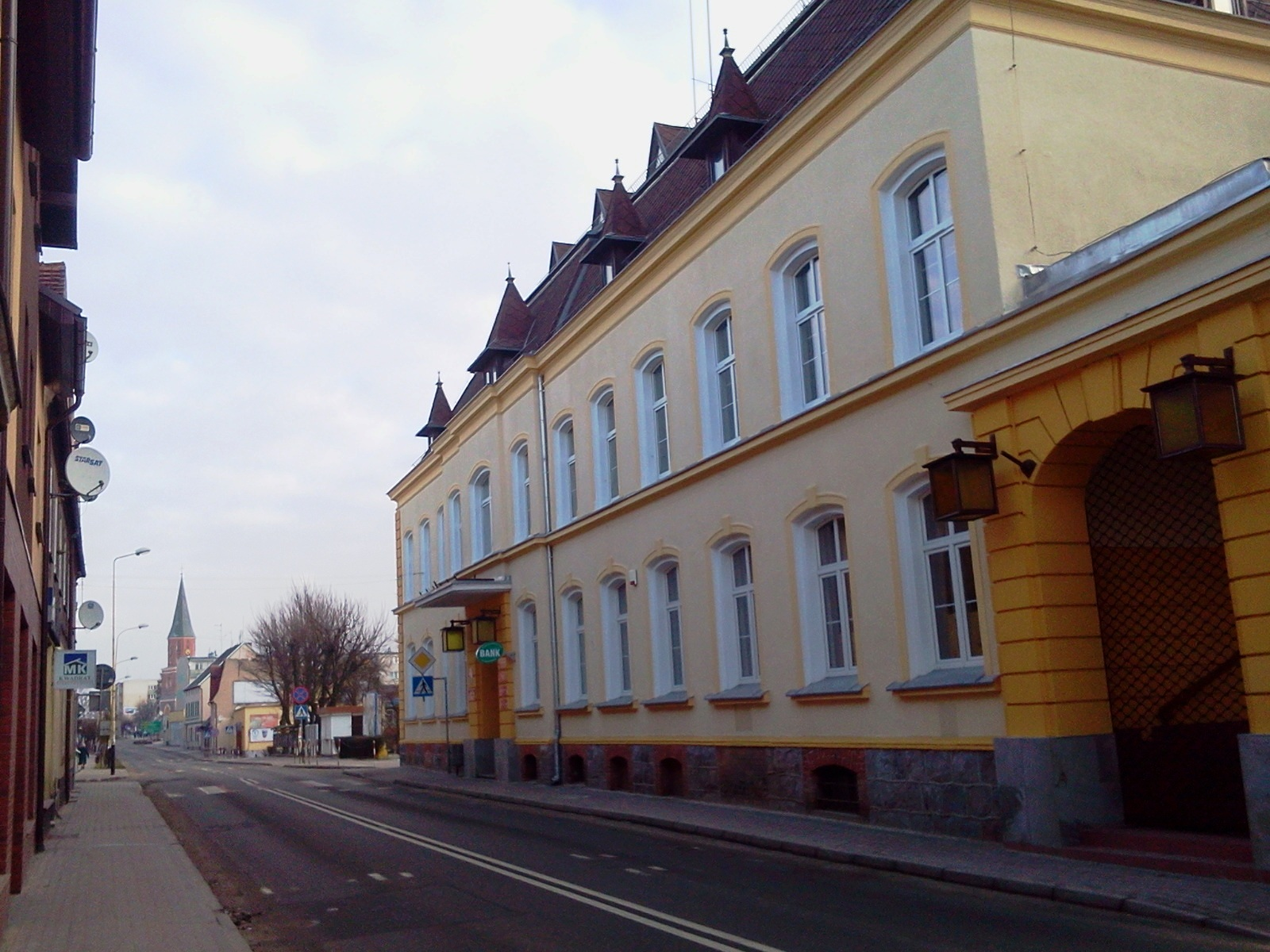
Radnice

| 1632 – Carsten Beleke           | 1809 – Johann Georg Falck                                            |
| 1670 – Bernd Bublich            | 1823–1840 – Johann Friedrich Rosenow                                 |
| 1700 – Paul Belecke             | 1842–1844 – Adolf Ludwig Ritter (privremeno)                         |
| 1702 – Theele                   | 1844–1845 – Albert Wilhelm Rizky                                     |
| 1723 – F. C. Hackebeck          | 1846–1852 – Heinich Ludwig Gotthilf Hasenjäger                       |
| 1734 – F. W. Weinholz           | prije 1859. Hasenjaeger                                              |
| 1736 – Schulze                  | 1852–1864 – Carl Albert Alexander Schüz                              |
| 1732 – Hackenberken             | 1921 – Willi Kieckbusch                                              |
| 1745 – M. C. Frize              | 1945 – Hackelberg, Teofil Fiutowski, Stefan Nowak, Feliks Mielczarek |
| 1746 – Johann Friedrich Thym    | 1946 – Władysław Śmiełowski                                          |
| 1752 – Johann Gottsried Severin | 1948 – Tadeusz Klimski                                               |
| 1753? – J. F. von Flige         | 1949 – Ignacy Łepkowski                                              |
| 1757 – Johann Friedrich Thym    | 1972-1990 - Zbigniew Con                                             |
| 1757 – Heller                   | 1990–94 - Marek Romejko                                              |
| 1767 – Gottlieb Timm            | 1994–1998 - Jan Szafran                                              |
| 1775 – Johann Gottfried Severin | 1998–2002 - Halina Szymańska                                         |
| 1790 – Jahncke                  | 2002–2006 - Marek Romejko                                            |
| 1805 – Heinrich (?) Falck       | 2006–2014 - Ryszard Sola                                             |
| 1806 – Zuther (drugi dan 1712)  | 2014 - Piotr Ćwikła                                                  |
| 1806 – Nemitz                   |                                                                      |

## Partnerská města
- Affing, Německo
- Guča, Srbsko
- Kiejdany, Litva
- Paikuse, Estonsko
- Svalöv, Švédsko
- Wiek, Německo

## Sport
Ve městě sídlí fotbalový klub Światowid.